# Skulle jag sörja, då vore jag tokot (bok)
Skulle jag sörja, då vore jag tokot är en roman av Torbjörn Säfve som handlar om Lasse Lucidor, och som gavs ut 1990. Romanen använder sig av detaljer ur Lucidors liv, men gör inga anspråk på att vara en biografi.